# Moi, Michel G., milliardaire, maître du monde
Pour plus de détails, voir Fiche technique et Distribution.
Moi, Michel G., milliardaire, maître du monde est un film français réalisé par Stéphane Kazandjian, sorti en 2011.

## Synopsis
Michel Ganiant est un homme d'affaires à succès, symbole d'un capitalisme moderne mettant en avant le néolibéralisme. Il a tout : l'argent, le pouvoir, l'amour. Et il veut que ça se sache. Alors qu'il s'apprête à réaliser le « coup » de sa carrière, il accepte de se laisser suivre par la caméra de Joseph Klein, journaliste impertinent et engagé.
Le personnage principal est inspiré de l'homme d'affaires Jean-Marie Messier et le journaliste du documentariste Pierre Carles.

## Fiche technique
- Réalisateur : Stéphane Kazandjian
- Scénario : Stéphane Kazandjian
- Photographie : Hugues Poulain
- Musique : Arnaud Gauthier
- Montage : Vincent Zuffranieri
- Son : Laurent Benaïm
- Costumes : Nadia Chmilewsky
- Producteurs : Caroline Adrian et Antoine Rein
- Production : Delante Films
- Distribution : Rezo Films
- Budget : 3 670 000 euros
- Durée : 87 min.
- Pays :  France
- Sortie : 21 janvier 2011 (festival de l'Alpe-d'Huez) • 27 avril 2011 (sortie nationale)

## Distribution
- François-Xavier Demaison : Michel Ganiant
- Laurent Lafitte : Joseph Klein
- Laurence Arné : Déborah Ganiant
- Xavier de Guillebon : Philippe Monk
- Guy Bedos : Frank-David Boulanger
- Patrick Bouchitey : Charles Prévost
- Alain Doutey : Jérôme Prévost
- Michaël Morgante : Garde du corps du parking
- Julien Arnaud : lui-même présentant le journal de 20 heures de TF1 et développant l'actualité de Michel Ganiant[2]
- Élie Lison : Henri Ganiant

## Musique
La chanson What a Wonderful World figure à plusieurs reprises dans le film : la version de Louis Armstrong, au début, et la version de Joey Ramone, durant le générique de fin. Ce procédé est aussi utilisé par Michael Moore dans le documentaire Bowling for Columbine (la version d'Armstrong est au milieu, et celle de Joey Ramone, au générique de fin). Cette chanson contraste avec les sujets abordés dans ces films (capitalisme et propagation des armes à feu, respectivement).